# Списак улица Бијељине
Следећи списак садржи називе улица у Бијељини:
|  |  |  |  |  |  |  |  |  |  |  |  |  |  |  |  |  |  |  |  |  |  |  |  |  |  |  |  |  |  |

- 1. маја
- 1. децембра
- 2. априла
- 8. марта
- 18. новембра
- 24. септембра
- 27. марта

## А
- Арчибалда Рајса
- Алексе Шантића
- Арсенија Чарнојевића
- Атинска

## Б
- Баје Пивљанина
- Баје Станишића
- Балканска
- Бањалучка
- Бањанска
- Београдска
- Богдана Зимоњића
- Богдана Жерајића
- Боре Станковића
- Бориса Пастернака
- Божидара Жутића
- Бошка Бухе
- Бранка Миљковића
- Бранка Радичевића
- Бранка Ћопића
- Браће Гаврића
- Браће Југовића
- Браће Суботић
- Брчанска

## В
- Васе Пелагића
- Васе Тодоровића
- Василија Острошког
- Васка Попе
- Видовданска
- Владике Гаврила
- Владике Николаја
- Владимира Гаћиновића
- Војвођанска
- Војводе Петра Бојовића
- Војводе Радомира Путника
- Војводе Степе Степановића
- Вука Караџића
- Вуковарска

## Г
- Галац
- Гаврила Принципа
- Гетеова
- Грачаничка

## Д
- Данила Илића
- Данила Киша
- Данка Кабиља Букија
- Даворина Јенка
- Десанке Максимовић
- Димитрија Туцовића
- Добровољачка
- Доситеја Обрадовића
- Достојевског
- Дринска
- Душана Баранина
- Душана Радовића

## Ђ
- Ђакона Авакума
- Ђуре Даничића
- Ђуре Јакшића

## Ж
- Жичка
- Живојина Мишића
- Жртава фашистичког терора
- Жртава Јадовног

## З
- Зеке Буљубаше
- Змај Јове Јовановића
- Зорана Радмиловића

## И
- Иве Андрића
- Илије Гарашанина
- Ивана Горана Ковачића
- Индустријска зона 3
- Индустријска зона 4

## Ј
- Јакова Миловића
- Јанка Веселиновића
- Јасеновачких мученика
- Јерменска
- Јеврејска
- Јосифа Маринковића
- Јосифа Панчића
- Јована Цвијића
- Јована Дучића
- Јована Јовановића Змаја
- Јована Кронштатског
- Јована Рашковића
- Јована Скерлића
- Јурија Гагарина

## К
- Кадињача
- Карађорђева
- Кнегиње Милице
- Кнеза Иве од Семберије
- Кнеза Милоша
- Книнска
- Колубарска
- Комитска
- Косовке дјевојке
- Косовска
- Косте Новаковића
- Козарачка
- Крајишка
- Краља Твртка I
- Краља Милутина
- Краља Драгутина
- Крушевачка
- Кумановска
- Крфска
- Кулина Бана

## Л
- Лазе Костића
- Лазе Лазаревића
- Лопарска
- Лозничка
- Луја Пастера
- Лукијана Мушицког

## Љ
- Љубомира Ненадовића

## М
- Мајевичка
- Мајке Јевросиме
- Мајора Драгутина Гавриловића 1
- Мајора Драгутина Гавриловића 2
- Мајора Милана Тепића
- Марије Бурсаћ
- Марка Краљевића
- Марка Миљанова
- Мачванска
- Метохијска
- Меше Селимовића
- Михајла Пупина
- Мике Боснић
- Милешевска
- Милована Глишића
- Милоша Црњанског
- Милоша Обилића
- Митра Трифуновића Уче
- Младе Босне
- Московска
- Мученика Романових

## Н
- Недељка Чабриновића
- Незнаних јунака
- Николе Пашића
- Николе Спасојевића
- Николе Тесле
- Нушићева

## Њ
- Његошева

## П
- Паје Јовановића
- Пантелинска
- Париске комуне
- Парк пријатељства Бијељина-Лангенхаген
- Патријарха Павла
- Пере Станића
- Петра Кочића
- Петра Лубарде
- Петрове Горе
- Петровградска
- Подрињска
- Посавска
- Потпоручника Смајића
- Пребиловачка
- Професора Бакајлића
- Професора Николе Мачкића
- Проте Матеје
- Пут за Хумке
- Пушкинова

## Р
- Раје Бањичића
- Раје Јовановића
- Ратка Перића
- Рачанска
- Розе др Папо
- Рударска
- Руђера Бошковића

## С
- Сарајевска
- Саве Ковачевића
- Саве Мркаља
- Саве Шумановића
- Савска
- Свете Мијовића
- Светог Саве
- Светозара Марковића
- Светозара Милетића
- Светозара Ћоровића
- Семберских ратара
- Сергеја Јесењина
- Симе Милутиновића Сарајлије
- Симе Матавуља
- Скендера Куленовића
- Слободана Јовановића
- Славонска
- Софке Николић
- Соколска
- Солунска
- Сремска
- Српске Добровољачке Гарде
- Српске Војске
- Старине Новака
- Старог Вујадина
- Стефана Дечанског
- Стефана Немање
- Стефана Томашевића
- Стевана Крњића
- Стјепана Митрова Љубише
- Стевана Синђелића
- Студеничка
- Сутјеска

## Т
- Таковска
- Танаска Рајића
- Теодора Софренића
- Тиршова
- Толстојева
- Трг Краља Петра I Карађорђевића
- Трг Ђенерала Драже Михаиловића
- Трифка Грабежа

## Ћ
Ћирила и Методија

## У
- Угљевичка
- Уроша Предића

## Ф
- Филипа Вишњића
- Фрушкогорска

## Х
- Хајдук Станкова
- Хајдук Вељкова
- Херцеговачка
- Хиландарска

## Ц
- Цара Душана
- Цара Лазара
- Цара Уроша
- Церска
- Цетињска
- Црвеног крста

## Ш
- Шабачких ђака